# Gassville
Gassville és una població dels Estats Units a l'estat d'Arkansas. Segons el cens del 2000 tenia 1.706 habitants.

## Demografia
Segons el cens del 2000, Gassville tenia 1.706 habitants, 653 habitatges, i 474 famílies. La densitat de població era de 192,6 habitants/km².
Dels 653 habitatges en un 34,5% hi vivien nens de menys de 18 anys, en un 56% hi vivien parelles casades, en un 12,7% dones solteres, i en un 27,4% no eren unitats familiars. En el 23,9% dels habitatges hi vivien persones soles l'11,3% de les quals corresponia a persones de 65 anys o més que vivien soles. El nombre mitjà de persones vivint en cada habitatge era de 2,45 i el nombre mitjà de persones que vivien en cada família era de 2,89.
Per edats la població es repartia de la següent manera: un 26,8% tenia menys de 18 anys, un 6,8% entre 18 i 24, un 27,5% entre 25 i 44, un 20,2% de 45 a 60 i un 18,6% 65 anys o més.
L'edat mediana era de 37 anys. Per cada 100 dones de 18 o més anys hi havia 78,5 homes.
La renda mediana per habitatge era de 25.478 $ i la renda mediana per família de 30.481 $. Els homes tenien una renda mediana de 22.955 $ mentre que les dones 17.267 $. La renda per capita de la població era de 12.221 $. Entorn de l'11,7% de les famílies i el 18,9% de la població estaven per davall del llindar de pobresa.

## Poblacions més properes
El següent diagrama mostra les poblacions més properes.